# Anne Cox Chambers
Anne Beau Cox Chambers, född 1 december 1919 i Dayton, Ohio, död 31 januari 2020 i Atlanta, Georgia, var en amerikansk affärskvinna, filantrop och politiker. Hon var ledamot i styrelsen för konglomeratet Cox Enterprises, Inc., som hennes far James M. Cox grundade 1898. Hon har också varit amerikansk ambassadör till Belgien mellan 1977 och 1981 och ledamot i koncernstyrelsen för The Coca-Cola Company mellan 1981 och 1991.
Den amerikanska ekonomitidskriften Forbes rankade Cox Chambers till att vara den 28:e rikaste amerikanen och världens 53:e rikaste för 2015 och den 20 januari 2016 hade hon en uppskattad förmögenhet på $17 miljarder.
Hon är som sagt dotter till företagsledaren och politikern James M. Cox, syster till Barbara Cox Anthony, mor till James Cox Chambers (son), Katharine Rayner (dotter) och Margaretta Taylor (dotter) och moster till Jim Kennedy och Blair Parry-Okeden.